# Carlos Vargas Tenorio
Carlos Alonso Vargas Tenorio (14 de febrero de 1999, Ciudad Juárez, Chihuahua, México) es un futbolista mexicano, juega como defensa y su equipo actual es el Cruz Azul de la Primera División de la liga Mexicana

## Trayectoria

### Club Tijuana
Inició su carrera en las fuerzas básicas del Club Tijuana, pasando por las categorías Sub-17 y Sub-20, con las que disputaría 55 y 5 partidos respectivamente. Su debut en la máxima categoría se da el 21 de febrero de 2017 en partido de la Copa MX frente a los Correcaminos de la Universidad Autónoma de Tamaulipas, esto bajo el mando de Miguel Herrera. Menos de un mes después, en el campeonato de Primera División de México jugaría su primer partido frente al Club Santos Laguna el 17 de marzo de 2017.

### Club América
Para el torneo Apertura 2017, el técnico Miguel Herrera emigra al Club América, llevándose con él a Carlos Vargas.

### Monarcas Morelia
En diciembre de 2019 fue transferido a Monarcas Morelia para disputar el torneo Clausura 2020.

### Mazatlán FC
En verano de 2020 llega al Mazatlán FC de manera temporal por un año con opción a compra.
El 22 de junio de 2021 se hace oficial su transferencia al equipo tras hacer válida la opción de compra.

### Cruz Azul
Es fichado por el Cruz Azul como refuerzo para el Clausura 2023.

## Selección nacional

### Sub-21
Fue convocado para el Torneo Esperanzas de Toulon de 2018 por Marco Antonio Ruiz.
Fue incluido en la lista de 20 jugadores Sub-21 que jugarían el torneo de fútbol en los Juegos Centroamericanos y del Caribe de 2018.

### Participación en selección nacional
| Torneo                                    | Categoría | Sede     | Resultado    | Partidos | Goles |
| ----------------------------------------- | --------- | -------- | ------------ | -------- | ----- |
| Torneo Esperanzas de Toulon de 2018       | Sub-21    | Francia  | Subcampeón   | 5        | 0     |
| Juegos Centroamericanos y del Caribe 2018 | Sub-21    | Colombia | Primera fase | 2        | 0     |

## Estadísticas

### Clubes
Actualizado al último partido jugado el 5 de abril de 2025.
| C. Tijuana · México | 1.ª                 | 2016-17             | 12  | 0 | 4  | 0 | — | — | 16  | 0 | 0.00 |
| C. Tijuana · México | Total               | Total               | 12  | 0 | 4  | 0 | 0 | 0 | 16  | 0 | 0.00 |
| C. América · México | 1.ª                 | 2017-18             | 29  | 0 | 7  | 0 | 4 | 0 | 40  | 0 | 0.00 |
| C. América · México | 1.ª                 | 2018-19             | 10  | 0 | 12 | 0 | — | — | 22  | 0 | 0.00 |
| C. América · México | 1.ª                 | 2019-20             | 8   | 0 | 0  | 0 | 1 | 0 | 9   | 0 | 0.00 |
| C. América · México | Total               | Total               | 47  | 0 | 19 | 0 | 5 | 0 | 71  | 0 | 0.00 |
| Monarcas Morelia · México | 1.ª                 | 2019-20             | 3   | 1 | 4  | 0 | — | — | 7   | 1 | 0.14 |
| Monarcas Morelia · México | Total               | Total               | 3   | 1 | 4  | 0 | 0 | 0 | 7   | 1 | 0.14 |
| Mazatlán F. C. · México | 1.ª                 | 2020-21             | 21  | 1 | -  | - | — | — | 21  | 1 | 0.05 |
| Mazatlán F. C. · México | 1.ª                 | 2021-22             | 28  | 0 | -  | - | - | - | 28  | 0 | 0.00 |
| Mazatlán F. C. · México | 1.ª                 | 2022-23             | 13  | 0 | -  | - | - | - | 13  | 0 | 0.00 |
| Mazatlán F. C. · México | Total               | Total               | 62  | 1 | 0  | 0 | 0 | 0 | 62  | 1 | 0.02 |
| C. F. Cruz Azul · México | 1.ª                 | 2022-23             | 1   | 0 | —  | — | — | — | 1   | 0 | 0.00 |
| C. F. Cruz Azul · México | 1.ª                 | 2023-24             | 4   | 0 | —  | — | — | — | 4   | 0 | 0.00 |
| C. F. Cruz Azul · México | 1.ª                 | 2024-25             | 5   | 0 | —  | — | — | — | 5   | 0 | 0.00 |
| C. F. Cruz Azul · México | 1.ª                 | 2025-26             | 0   | 0 | —  | — | — | — | 0   | 0 | 0.00 |
| C. F. Cruz Azul · México | Total               | Total               | 10  | 0 | 0  | 0 | 0 | 0 | 10  | 0 | 0.00 |
| Total en su carrera | Total en su carrera | Total en su carrera | 134 | 1 | 27 | 0 | 5 | 0 | 176 | 1 | 0.01 |
| (1) Incluye datos de Copa México (2017-Act.); Supercopa de México (2017). (2) Incluye datos de Liga de Campeones de la Concacaf (2018). (3) No incluye goles en partidos amistosos. |                     |                     |     |   |    |   |   |   |     |   |      |

## Palmarés

### Títulos nacionales
| Título               | Club       | País   | Año  |
| -------------------- | ---------- | ------ | ---- |
| Primera División     | C. América | México | 2018 |
| Copa MX              | C. América | México | 2019 |
| Campeón de Campeones | C. América | México | 2019 |

### Campeonatos internacionales
| Título                           | Equipo    | País   | Año  |
| -------------------------------- | --------- | ------ | ---- |
| Liga de Campeones de la Concacaf | Cruz Azul | México | 2025 |